# Soft science-fiction

La soft science fiction est un genre de science-fiction plus préoccupé par l'aspect social de son récit que celui des sciences ou de l'ingénierie.
Deux définitions possibles lui sont attribuées : soit elle est axée sur l'exploration des sciences dites « douces », en particulier les sciences sociales, plutôt que sur celles dites « dures » ; soit elle n'est pas scientifiquement correcte. Cela peut être aussi les deux.
La soft SF est le complément de la hard science fiction.
Le terme soft science fiction a été formé sur la même base que son terme complément hard science fiction.
Sa première apparition date de 1976, dans 1975 : L'Année de la science fiction par Peter Nicholls, dans Nebula Awards Stories 11. Il a écrit " la même liste révèle qu'un écart a déjà été établi entre la hard SF (chimie, physique, astronomie, technologie) et la soft SF (psychologie, biologie, anthropologie, sociologie et même [...] linguistique) et continue de s'accroître plus fortement que jamais.

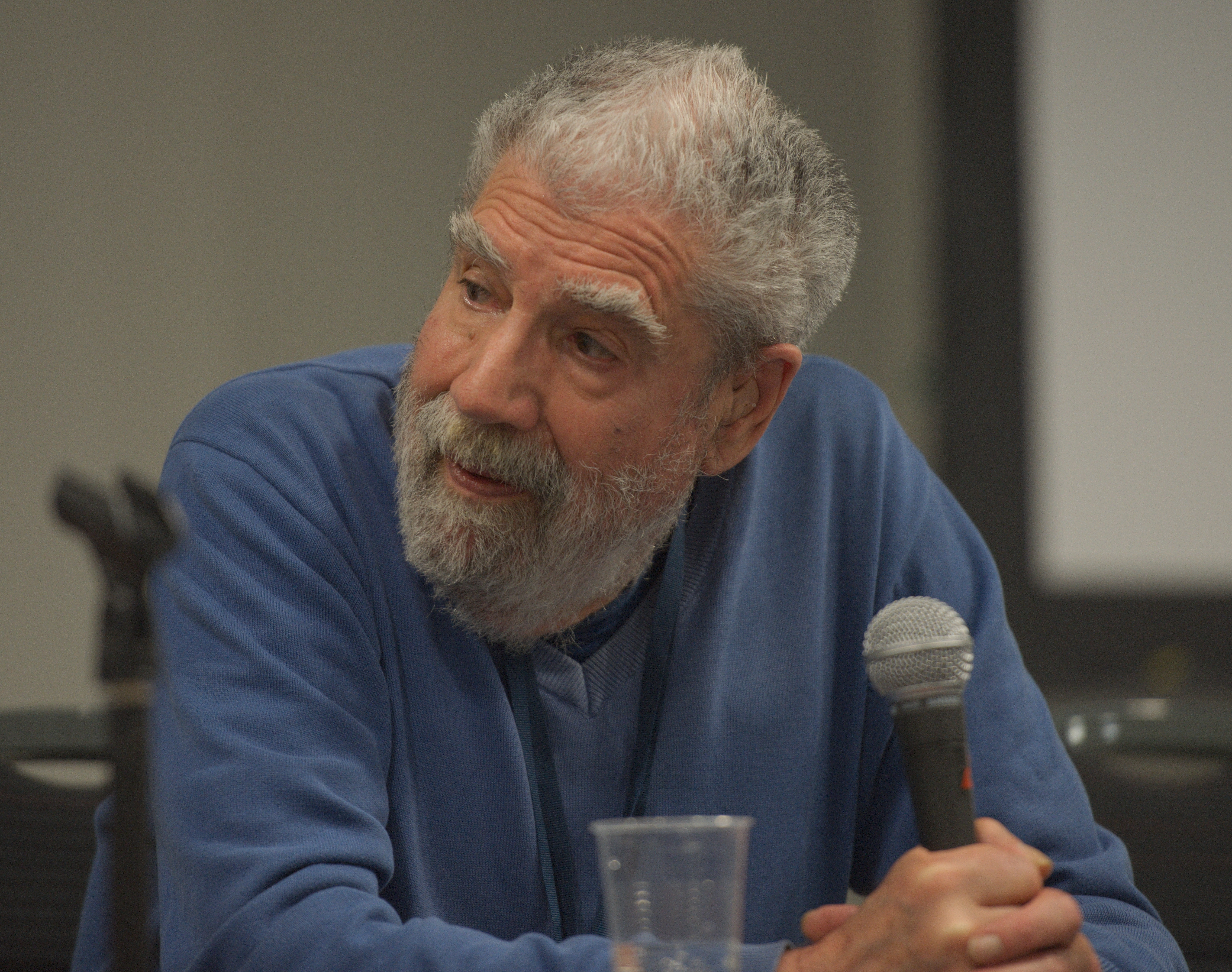
Peter Nicholls, la première personne attestée à avoir utilisé le terme de soft science fiction.

## Définition
Dans L'Encyclopédie de la science-fiction, Peter Nicholls dénonce la soft SF comme n'étant "pas un terme très précis de la terminologie SF" et perçoit le contraste entre hard et soft comme étant "parfaitement illogique".
En fait, les frontières entre les deux termes ne sont ni définies ni universellement acceptées, donc il n'y a pas de normes scientifiques sur la "dureté" ou la "douceur" des sciences.
Certains lecteurs pourraient considérer toutes déviations du possible ou du probable comme une marque de soft SF. Par exemple, le fait de voyager plus rapidement que la vitesse de la lumière ou la possession de pouvoirs paranormaux par certains individus. D'autres pourraient voir le fait d'aborder les conséquences et phénomènes sociaux induits par l'évolution technologique comme une ouverture vers les problématiques de la science, de l'ingénierie ou de la technologie, qui, à leur avis, devrait être la priorité de la hard SF. Étant donné ce manque de clarification, la soft SF n'est ni un genre ni un sous-genre de SF mais une tendance - l'un des pôles d'un axe qui a la hard SF comme autre extrémité.
Dans Brave New Words, sous-titré "le Dictionnaire Oxford de la science-fiction", la soft science-fiction présente deux définitions. La première est celle d'une science-fiction principalement axée sur le progrès ou l'extrapolation des sciences humaines, comprenant les sciences sociales mais pas les sciences naturelles. La seconde est celle d'une science-fiction dans laquelle la science n'occupe pas une part importante dans le récit.

## Histoire
Poul Anderson, dans Ideas of SF Writers (1998), décrit H. G. Wells comme le modèle de la soft SF "il s'est concentré sur les personnages, leurs émotions et interactions" plutôt que toute la science et la technologie restées en arrière fond; comme, les hommes invisibles ou les machines à remonter le temps.
Jeffrey Wallman, quant à lui, voit l'apparition de la soft science-fiction dans le roman gothique d'Edgar Allan Poe et de Mary Shelley.
Dans Fiction 2000 (1992), Carol McGuirk affirme que "l'école" de la soft science-fiction dominait le genre dans les années 1950, avec le début de la Guerre froide et l'afflux de nouveaux lecteurs dans le genre SF.
Les premiers écrivains du champ sont Alfred Bester, Fritz Leiber, Ray Bradbury et James Blish. Ils ont créé une rupture avec la hard science-fiction et ont pris "l'extrapolation explicitement vers l'extérieur", en insistant sur les personnages et leurs caractérisations. Parmi les exemples précis de cette période, McQuirk décrit le roman d'Ursula K. Le Guin, La Main gauche de la nuit (1969), comme un "soft SF classique".
Dans les années 1960 et 1970, le mouvement de la new wave (Nouvelle Vague) s'est développé dans la science-fiction à partir de la soft SF. Par la suite, dans les années 1980, ce courant passera de mode avec le développement de dystopies cyberpunk plus axées sur les technologies électroniques et numériques alors émergentes. La soft SF revient ensuite au premier plan dans les années 2010 avec l'émergence du hopepunk et du solarpunk.
Mc Guirk identifie deux sous-genres de la soft science-fiction:
- "la science fiction humaniste" : Dans ce type de récit, les êtres humains, plutôt, que la technologie, sont l"élément déclencheur ou la cause du changement; impliquant souvent la spéculation sur la condition humaine.
- "la science fiction noire" : Ce type de récit se concentre sur les aspects négatifs de la nature humaine. Il prend le plus souvent la forme d'une dystopie.

## Thèmes abordés
Dans chacune des œuvres de soft science-fiction, le récit se concentre sur ses personnages, leurs caractéristiques et leur progression. Certains thèmes abordés sont souvent les mêmes. L'intérêt est souvent porté sur les relations interpersonnelles entre les personnages, leur rapport au pouvoir auquel ils sont soumis, la réalisation d'un personne grâce à son unicité au sein de la société dans laquelle il s'inscrit.
Par exemple, le roman de George Orwell, 1984, s'intéresse aux effets sur la société et les relations interpersonnelles que peut apporter une force politique impitoyable, qui utilise la technologie comme moyen de pression sur sa population. L'auteur aborde également le thème du contrôle de l'esprit ou de la surveillance. Ainsi le style de l'ouvrage évoque celui d'un roman d'espionnage ou d'un thriller politique.
Le film de Ricky Gervais, Mytho-Man de 2009, met en scène un monde alternatif dans lequel le mensonge est impossible. Le personnage principal va remettre ce concept en question et pour s'en sortir va casser les codes sociétaux. La technologie n'est clairement pas l'intérêt principal de l’œuvre mais bien la spécificité de son personnage principal.

## Œuvres
La soft science-fiction n'est pas présente uniquement dans le domaine littéraire. Elle s'applique aussi à d'autres champs d'expression comme le cinéma, la télévision, le théâtre, ou même la philosophie.

### Romans
- Frankenstein (1818), Mary Shelley
- La Machine à explorer le temps (1895), H. G. Wells
- L'Homme invisible (1897), H. G. Wells
- La Gostak et la Doshes (1930), Miles J. Breuer
- L'Homme démoli (1953), Alfred Bester[6],[8]
- Farenheit 451 (1953), Ray Bradbury
- Les Plus qu'humains (1953), Theodore Sturgeon
- The Canopy of Time (1959), Brian Aldiss
- Le Temps désarticulé (1959), Philip K. Dick
- Des fleurs pour Algernon (1959), Daniel Keyes[9]
- Un cantique pour Leibowitz (1960), Walter M. Miller
- En terre étrangère (1961), Robert A. Heinlein[10]
- La Planète des singes (1963), Pierre Boulle
- Dune (1965), Frank Herbert[11]
- Babel 17 (1966), Samuel R. Delany[9],[6]
- Ubik (1969), Philip K. Dick
- La Main gauche de la nuit (1969), Ursula K. Le Guin[12],[6]
- L'Oreille interne (1972), Robert Silverberg[6]
- Le Fleuve de l'éternité (1972), Philip José Farmer[13]
- Shigatsu Juyokkakan (1974), Sakyo Komatsu[14]
- Les Dépossédés (1974), Ursula K. Le Guin
- Homme-plus (1976), Frederik Pohl[9]
- In the Drift (1984), Michael Swanwick[6]
- The Wild Shore(Tome 1 des Three Californias Trilogy) (1984), Kim Stanley Robinson[6]
- Le Facteur (1985), David Brin[6]
- Le temps n'est rien (2003), Audrey Niffenegger[15]
- Spin (2005), Robert Charles Wilson
- The Last Policeman (2012), Ben H. Winters

### Nouvelles
- Chroniques martiennes (1950), Ray Bradbury
- « Surface Tension » (1952), James Blish
- « L'Équipe d'exploration » (1956), Murray Leinster[16]

### Films
- Star Trek
- La Planète des singes
- Terminator
- Dune
- Stargate, la porte des étoiles

### Séries télévisées
- Farscape
- Star Trek
- Firefly
- Doctor Who
- Rick et Morty
- Stargate SG-1
- Stargate Atlantis
- Stargate Universe

### Philosophie
- Le Monde est flou. L'avenir des intelligences (2021), Vincent Cespedes